# Pierre Godefroy
Pour l'homme politique malouin du XIXe, voir Pierre Godefroy (homme politique, 1778-1841). Pour les autres homonymes, voir Godefroy.
Pierre Godefroy est un homme politique français, né le 4 juillet 1915 à Octeville-l'Avenel (Manche) et mort le 13 octobre 1992 à Lestre (Manche). Il est député gaulliste de la Manche et maire de Valognes.

## Biographie
Issue d'une famille d'agriculteurs, Pierre Godefroy étudie au collège de Montebourg puis au lycée de Valognes où il obtient le baccalauréat en 1937. Mobilisé en 1939, il est interné au camp de Rava-Rouska en Pologne, dont il s'évade pour rejoindre la France par l'Ukraine et l'Italie. Il publie ses souvenirs de guerre sous le titre Comme la feuille au vent.
Après la Libération, il entame en 1950 une carrière de journaliste, en devenant spécialiste des questions agricoles pour le quotidien cherbourgeois La Presse de la Manche dans les pages Notre terre normande.
En 1958, l'ancien prisonnier de guerre aux sept tentatives d'évasion séduit De Gaulle qui lui propose la députation. Il est élu député de la Manche (Valognes) jusqu'en 1988, sous l'étiquette UNR (1958-1967), puis UD-Ve République-UDR (1967-1978), et RPR (1978-1988). Conseiller municipal de Valognes à partir de 1965, il en est maire du 27 mars 1977 à 1983. Il a siégé également au Conseil général de la Manche de 1968 à 1979 et au Conseil régional de Basse-Normandie de 1974 à 1986.
Il est signataire de l'« appel des 43 » en faveur d'une candidature de Valéry Giscard d'Estaing à l'élection présidentielle de 1974 et il soutient lors du 1er tour la candidature de Jean Royer.
Il est également le fondateur, avec son ami et collègue Jean Mabire et Didier Patte de l'Union pour la région normande (URN), devenue Mouvement normand. En 1980, il crée l'association pour la fondation Alexis-de-Tocqueville. Auteur de Notre Patrie européenne, il a présidé le Mouvement européen durant 14 ans.
Dans le milieu agricole, il reste célèbre pour la loi éponyme qu'il fit voter, instaurant le paiement du lait à la qualité.
Il est cité dans les archives Mitrokhine comme étant potentiellement un agent d'influence du KGB. Les archives le présentent sous le nom de code « Dep ». Il aurait notamment joué un rôle dans l'opération « Festival » dans les années 1970, visant à organiser une session spéciale en faveur d'une réunion sur la sécurité en Europe. À l'époque, il préside le Groupe d'amitié paneuropéen, créé fin 1970 à l'Assemblée pour animer les relations avec les parlementaires en Europe. Il meurt en 1992 sans que la DST ne se pose de questions sur ses liens avec l'URSS. Néanmoins, il est très difficile d'affirmer si le KGB l'avait recruté ou non, ou si tout simplement il s'agissait d'une simple vantardise d'un officier, typique des rivalités internes au sein des services secrets.